# Polychrysia imperatrix
Polychrysia imperatrix är en fjärilsart som beskrevs av Max Wilhelm Karl Draudt 1950. Polychrysia imperatrix ingår i släktet Polychrysia och familjen nattflyn. Inga underarter finns listade i Catalogue of Life.